# Сосновик (річка)
Сосновик — річка в Україні, у Млинівському районі Рівненської області. Ліва притока Ікви, (басейн Прип'яті).

## Опис
Довжина річки приблизно 11,66 км, найкоротша відстань між витоком і гирлом — 8,27  км, коефіцієнт звивистості річки — 1,41 . Формується багатьма безіменними струмками та загатами. Частково каналізована.

## Розташування
Бере початок у присілку Козирщини. Тече переважно на північний схід через Бокійму і між селами Війницею та Добрятиним впадає у річку Ікву, праву притоку Стиру.
Населені пункти вздовж берегової смуги: Перевердів.

## Цікавий факт
- У селі Бокійма річку перетинає автошлях Т 1806.